# أولاد الطالب (بوعنان)
أولاد الطالب هي إحدى مشيخات المملكة المغربية، تتبع جغرافيا لإقليم فكيك وإداريًا لبوعنان. يقدر عدد سكانها بـ 5246 نسمة حسب الإحصاء الرسمي للسكان والسكنى لسنة 2004.